# Juan Evaristo
Juan Léon Evaristo (* 20. Juni 1902 in Buenos Aires; † 8. Mai 1978 ebenda) war ein argentinischer Fußballspieler.

## Verein
Der 1,71 Meter große Mittelfeldspieler Juan Evaristo, Bruder des Fußballspielers Mario Evaristo, spielte von 1924 bis 1926 bei Sportivo Barracas. In den Jahren 1927 bis 1930 gehörte er dem Kader von Sportivo Palermo an. Ab 1931 schloss er sich den Boca Juniors an. Er debütierte bei dem Club aus Buenos Aires am 30. August 1931 beim 3:1-Auswärtssieg gegen Atlanta und absolvierte insgesamt 24 Ligapartien und vier Freundschaftsspiele für Boca, mit denen er 1931 den ersten Landesmeistertitel im argentinischen Profifußball gewann. 1933 wechselte Evaristo zu den Argentinos Juniors, kam im Folgejahr in zwei Spielen der Primera División für den CA Independiente zum Einsatz und stand 1936 wieder in Reihen der Argentinos Juniors.

## Nationalmannschaft
Evaristo war auch Mitglied der Nationalmannschaft seines Heimatlandes und nahm mit ihr sowohl an den Olympischen Spielen 1928, als auch an der ersten Fußball-Weltmeisterschaft 1930 teil. Im olympischen Finale unterlag Argentinien mit 1:2 gegen den Nachbarn Uruguay, was für ihn und seine Mannschaftskameraden den Gewinn der Silbermedaille zur Folge hatte. Zudem gewann er mit Argentinien die Südamerikameisterschaften (Copa América) 1927 und 1927. Insgesamt absolvierte er zwischen 1923 und 1930 25 Länderspiele, bei denen er ein Tor erzielte.

## Erfolge
- 2× Südamerikameister (1927 und 1929)
- Silbermedaille bei den Olympischen Sommerspielen 1928
- Argentinischer Meister 1931